# Xystochroma gracilipes
Xystochroma gracilipes là một loài bọ cánh cứng trong họ Cerambycidae.